# Engelbrektsloppet
Engelbrektsloppet är ett 60 kilometer långt skidlopp med start och mål i Norberg. Det första loppet kördes 1969. I anslutning till Engelbrektsloppet går Kristinaloppet som är 30 kilometer långt, och bara öppet för damer. Loppet går i mitten på februari och utgör del av En svensk klassiker.

## Segrare Engelbrektsloppet
| År   | Herrar                                   | Damer                               |
| 1969 | Janne Stefansson, Sälen                  |                                     |
| 1970 | Magnar Lundemo, Norge                    | Irene Atterbring, Fagersta Södra IK |
| 1971 | Inställt p.g.a. snöbrist                 |                                     |
| 1972 | Magnar Lundemo, Norge                    | Lena Eriksson-Wallin Säters IF      |
| 1973 | Magnar Lundemo, Norge                    | Märy Nilsson, Norbergs AIF          |
| 1974 | Åke Wingskog, Årjäng                     | Elenor Eriksson, IK Rex             |
| 1975 | Benny Södergren, Edsbyns IF              | Elenor Eriksson, IK Rex             |
| 1976 | Lennart Pettersson, Norbergs AIF         | Pirkko Piippo, Skutskärs OK         |
| 1977 | Lennart Pettersson, Norbergs AIF         | Gun Andersson, Klotens IS           |
| 1978 | Arnt Hårstad, Norge                      | Maria Berglund, Norbergs AIF        |
| 1979 | Ola Hassis, Orsa IF                      | Elenor Eriksson, IK Rex             |
| 1980 | Arnt Hårstad, Norge                      | Elenor Eriksson, IK Rex             |
| 1981 | Jörgen Persson, Edsbyns IF               | Marie Persson, Edsbyns IF           |
| 1982 | Örjan och Anders Blomqvist, IFK Lidingö  | Elenor Eriksson, IK Rex             |
| 1983 | Odvin Bakkene, Norge                     | Meeri Bodelid, Högbo GIF            |
| 1984 | Hans Persson, Åsarna IK                  | Marie Persson, Kvarnsvedens GoIF    |
| 1985 | Ingmar Sömskar, Norbergs AIF             | Elenor Eriksson, IK Rex             |
| 1986 | Ingmar Sömskar, Norbergs AIF             | Stina Karlsson, Sollefteå SK        |
| 1987 | Anders Larsson, Bondsjöhöjdens IK        | Annelie Furunäs, IFK Grängesberg    |
| 1988 | Håkan Westin, Graninge-Alliansen         | Anna Frithioff, Malungs IF          |
| 1989 | Inställt p.g.a. snöbrist                 |                                     |
| 1990 | Inställt p.g.a. snöbrist                 |                                     |
| 1991 | Sven-Erik Danielsson, Dala-Järna IK      | Antonina Ordina, Sollefteå SK       |
| 1992 | Inställt p.g.a. snöbrist                 |                                     |
| 1993 | Inställt p.g.a. snöbrist                 |                                     |
| 1994 | Sven-Erik Danielsson, Dala-Järna IK      | Karin Lamberg-Skog, IFK Mora        |
| 1995 | Stefan Eriksson, Domnarvets GoIf         | Britt-Marie Tjärn, Särna SK         |
| 1996 | Erik Hansson, Hakarpspojkarna            | Maria Höök, Ludvika OK              |
| 1997 | Inställt p.g.a. snöbrist                 |                                     |
| 1998 | Staffan Larsson, IFK Mora                | Ingrid Stengård, Finland            |
| 1999 | Mattias Svahn, IFK Mora                  | Linda Hasselqvist, Hudiksvalls IF   |
| 2000 | Inställt p.g.a. snöbrist                 |                                     |
| 2001 | Magnus Jonsson, Falun Borlänge SK        | Linda Hasselqvist, Hudiksvalls IF   |
| 2002 | Inställt p.g.a. snöbrist                 |                                     |
| 2003 | Magnus Eriksson, Domnarvets GoIf         | Unni Ødegård, Norge                 |
| 2004 | Mattias Svahn, IFK Mora                  | Lena Sundstedt, Korsnäs IF Skidor   |
| 2005 | Inställt p.g.a. snöbrist                 |                                     |
| 2006 | Mattias Svahn, IFK Mora                  | Sofia Pettersson, IFK Sala          |
| 2007 | Oskar Svärd, Ulricehamns IF              | Nina Lintzén, Högbo AIK             |
| 2008 | Kalle Gräfnings, Falun Borlänge SK       | Nina Lintzén, Högbo AIK             |
| 2009 | Jimmie Johnsson, Falun Borlänge SK       | Nina Lintzén, Högbo AIK             |
| 2010 | Fredrik Östberg, Falun Borlänge SK       | Nina Lintzén, Högbo AIK             |
| 2011 | Jimmie Johnsson, Falun Borlänge SK       | Nina Lintzén, Högbo AIK             |
| 2012 | Lars Suther, IFK Mora                    | Nina Lintzén, Högbo AIK             |
| 2013 | Daniel Tynell, Grycksbo IF               | Nina Lintzén, Högbo AIK             |
| 2014 | Erik Wickström, Ulricehamns IF           | Nina Lintzén, Högbo AIK             |
| 2015 | Kalle Gräfnings, Falun Borlänge SK       | Lina Korsgren, Falun Borlänge SK    |
| 2016 | Inställt p.g.a. snöbrist                 |                                     |
| 2017 | Sindre Odberg Palm, Norge                | Terese Therell, IFK Umeå            |
| 2018 | Jimmie Johnsson, Rembo IK                | Emilia Lindstedt, Falun Borlänge SK |
| 2019 | Jimmie Johnsson, Rembo IK                | Linn Sömskar, IFK Umeå              |
| 2020 | Inställt p.g.a. snöbrist                 |                                     |
| 2021 | Inställt p.g.a. pandemi                  |                                     |
| 2022 | Andreas Svensson, Ulricehamns IF         | Susanne Hedlund, Bjursås IK         |
| 2023 | Gabriel Thorn, Bengtsfors Boll O IS      | Hedda Bångman, Offerdals Skidklubb  |
| 2024 | Gustav Eriksson, IFK Mora Skidklubb      | Ida Palmberg, Högbo GoIF            |
| 2025 | Hjalmar Oscarsson, Hägglunds Ski Team SK | Ida Palmberg, Högbo GoIF            |

## Segrare Kristinaloppet
| 1991 | Andrea Grossegger, Österrike                 |
| 1992 | Inställt                                     |
| 1993 | Inställt                                     |
| 1994 | Lena Nilsson, Åsarna IK                      |
| 1995 | Anna Johannesson, Filipstads SF              |
| 1996 | Mall Alev, IFK Mora SK                       |
| 1997 | Inställt                                     |
| 1998 | Jenny Olsson, Fagersta Södra IK              |
| 1999 | Linda Hasselqvist, Hudiksvalls IF            |
| 2000 | Inställt                                     |
| 2001 | Lena Brodin, Hägersta GF                     |
| 2002 | Inställt                                     |
| 2003 | Unni Ødegård, Norge                          |
| 2004 | Anna-Maria Mikaelsson, Forsa IF              |
| 2005 | Inställt                                     |
| 2006 | Maria Gräfnings, Domnarvets GoIF             |
| 2007 | Ulrica Persson, Vansbro AIK                  |
| 2008 | Sofia Pettersson, IFK Sala                   |
| 2009 | Anna Lindgren, Brovallens IF                 |
| 2010 | Anna Larsson, Hagfors SK                     |
| 2011 | Nina Lintzén, Årsunda IF                     |
| 2012 | Nina Lintzén, Årsunda IF                     |
| 2013 | Susanne Nyström, Laisvalls SK                |
| 2014 | Nina Lintzén, Årsunda IF                     |
| 2015 | Lina Korsgren, Falun Borlänge SK             |
| 2016 | Inställt                                     |
| 2017 | Linn Sömskar, IFK Umeå                       |
| 2018 | Maja Dahlqvist, Falun Borlänge SK            |
| 2019 | Maria Nordström, Borås SK                    |
| 2020 | Inställt p.g.a. snöbrist                     |
| 2021 | Inställt p.g.a. pandemi                      |
| 2022 | Linn Tapani, Kiruna Skidor                   |
| 2023 | Nina Lintzén, Föreningen Studentidrott Luleå |
| 2024 | Hedda Bångman, Offerdals Skidklubb           |
| 2025 | Tova Andersson, Östersunds Skidlöpareklubb   |